# عاموس جلعاد

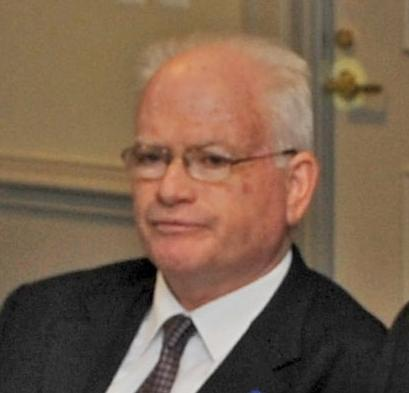
عاموس جلعاد 2010

بجانب ايهود بارك في 2009

عاموس جلعاد (بالعبرية: עמוס גלעד‏) عسكري إسرائيلي (ولد بحيفا 1951) لأسرة يهودية قدمت من تشيكوسلوفاكيا لفلسطين، جنرال احتياط بالجيش الإسرائيلي، تولى رئاسة الدائرة الأمنية والعسكرية في وزارة الدفاع الإسرائيلية، وشارك في مفاوضات التهدئة مع حركة حماس عدة مرات خلال اعتداءات إسرائيل على قطاع غزة. اتهمته منظمات ومواقع فلسطينية بالمشاركة في قتل عشرات الفلسطينيين خلال عمله بالاستخبارات العسكرية.

## وظائف
إلتحق بالجيش الإسرائيلي عام 1972، وتدرج بمناصب مختلفة بقسم الأبحاث التابع للاستخبارات العسكرية الإسرائيلية "أمان"، وشارك عامي 1982 و1983 في الغزو الإسرائيلي للبنان وأعد تقريرا عن مجزرة اللاجئين الفلسطينيين بمخيم صابرا وشاتيلا.
عُين عام 1996متحدثا باسم الجيش الإسرائيلي، وعاد بعد عامين للعمل بالاستخبارات الحربية حيث أصبح رئيس قسم الأبحاث بالجهاز، ومنسق أنشطة الحكومة الإسرائيلية بالأراضي الفلسطينية المحتلة حتى انتهاء خدمته العسكرية عام 2003.
تولى جلعاد -بفضل إتقانه للغة العربية ومعرفته بالعالم العربي- إدارة ملفات حساسة تتعلق بالعلاقات مع البلدان العربية، خاصة مصر والأردن.
وفوضته الحكومة الإسرائيلية مهمة الإشراف على القضايا المتعلقة بالأسرى والمختطفين، وأسندت إليه دورا رئيسيا في محادثات إطلاق سراح الجندي الإسرائيلي جلعاد شاليط الذي أسرته حركة حماس عام 2006.
وترأس جلعاد منذ عام 2006 فريق المفاوضين الإسرائيليين بكل مباحثات التهدئة، التي جرت في القاهرة مع حركة حماس.